# Utolsó letérő Brooklyn felé
Az Utolsó letérő Brooklyn felé (angolul: Last Exit to Brooklyn) Hubert Selby 1964-ben megjelent első regénye. Magyarul 1991-ben jelent meg először az Európa Könyvkiadó Európa zsebkönyvek sorozatában Greskovits Endre fordításában. 1989-ben film is készült a regényből Uli Edel rendezésében.
A könyv nyelvezete rendkívül nyers, sokszor trágár, valamint olyan tabutémákról beszél nyíltan, mint az erőszak, a drog, a homoszexualitás és a prostitúció, ezért rengeteg kritika is érte a könyvet, illetve az Egyesült Királyságban peres eljárásban is támadták.

## Történet
|  | Alább a cselekmény részletei következnek! |

Az Utolsó letérő Brooklyn felé hat, egymáshoz csak lazán kapcsolódó történetből áll, amelyek mindegyike egy rövid bibliai idézettel kezdődik.

### Megint egy nap, megint egy dollár
Az első történet szereplői Freddy és bandája, akik rendszeresen a Görögnél isznak, balhéznak és unatkoznak. Ennek a külvárosi kocsmának a vendégköre rajtuk kívül általában részeg katonákból áll, akik egyben a környékbeli prostituáltak kuncsaftjai is. Freddy most is három katonával keveredik szóváltásba a kocsma előtt, mire a többiek a kocsmából a segítségére sietnek. A túlerő láttán a katonák menekülni próbálnak, de az egyik bakát sikerül a bandának elkapnia, és félholtra verik.

### A királynő halott
A második történet főhőse Georgette, a homoszexuális, drogos srác, aki szerelmes Vinnie-be Freddy bandájából. A banda tagjai ugyan nem homoszexuálisak, de némi drogért és pénzért cserébe mindenre kaphatóak, ezért Georgette és homoszexuális barátnői egy drogos partit szerveznek, ahova meghívják Vinnie-t és haverjait.

### És a gyerekkel hárman vagyunk
A harmadik történet Tommy és Suzy gyerekének keresztelőjéről szól, amit a lány apja szervezett, miután Tommy feleségül is vette a teherbe ejtett lányt.

### Tralala
A történet főszereplője Tralala, egy brooklyni prostituált. A Görögnél szedi fel az kuncsaftjait, katonákat, akiket azután megpróbál kirabolni is Freddy bandájának segítségével. Egyszer azonban ő is úgy végzi, ahogy a saját áldozatai.

### Sztrájk
A novella főhőse Harry Black, gyári munkás, a szakszervezet embere, látens homoszexuális. Ugyan ő a legrosszabb esztergályos a gyárban, azonban mint a szakszervezet üzemi megbízottját, nem lehet kirúgni. Harry csak hátráltatja a többiek munkáját is, és alig várja, hogy a szakszervezet és a vállalat közötti szerződés lejártával elkezdődjön a sztrájk. Ekkor szakszervezetisként részt vesz a sztrájk irányításában, külön költséghelyet kap, és a szakszervezet minden kiadását megtéríti. Harry pedig elkezdi szórni a pénzt, sörre, haverokra, taxiszámlákra, éttermi számlákra. Vinnie haverjain keresztül megismerkedik homoszexuális prostituáltakkal, királynőkkel, akikre szintén szórja a pénzt. A sztrájk pedig elhúzódik, mert a vállalat egyik helyi vezetője el akarja érni, hogy Harryt végre kirúghassák az állásából. 

### Kóda A világ végén
Az utolsó történetnek nincs igazi főhőse. Egy külvárosi lakótelep életét mutatja sok párhuzamos szálon keresztül, több különböző család egyetlen napját bemutatva, amelyekben csak az a közös, hogy mind ugyanabban a lepusztult háztömbben laknak, mint Mike és Irene, az özvegy Ada, Lucy és Louis, Abraham a Cadillacjével, illetve a lakótelepi asszonyok és kölykök. 
|  | Itt a vége a cselekmény részletezésének! |

## Megjelenések

### angol nyelven
1. Last Exit to Brooklyn, Grove Press, New York, 1964

### magyarul
1. Utolsó letérő Brooklyn felé; ford. Greskovits Endre; Európa, Bp., 1991 (Európa zsebkönyvek)
2. Utolsó letérő Brooklyn felé, Cartaphilus Kiadó, Budapest, 2006, ford.: Greskovits Endre

## Külső hivatkozások
- https://web.archive.org/web/20131029195906/http://www.cartaphilus.hu/selby-utolso-letero-brooklyn-fele